# サヴィーノ・デルベーネ・スカンディッチ
サヴィーノ・デルベーネ・スカンディッチ（Savino del Bene Scandicci）はイタリアのフィレンツェ県スカンディッチを本拠地とするスポーツクラブであり、2024/25シーズンはイタリアセリエAのA1に所属している。

## 歴史
2012年、スカンディッチの2つの企業Savino Del BeneとUnione Pallavolo Scandicciの合併プロジェクトにより設立。2012/13シーズンはイタリアセリエB1より参戦。翌シーズンにはセリエA2へ昇格を果たし、2014/15シーズンには遂にセリエA1へ昇格を果たした。初めてのリーグは9位で終えた。それ以降は各国から有力選手を獲得し、2015/16シーズンは7位、2016/17シーズンは6位と着実にステップアップしていった。2017/18シーズンにはリーグで3位、イタリアカップで5位となった。2018/19シーズンは2年連続でリーグ3位の好成績を残し、チーム初となる欧州チャンピオンズリーグへ出場しベスト8となった。2020/21シーズンはセリエA1リーグで準決勝へ進出するもイモコ・バレー・コネリアーノに敗れて4位でシーズンを終えた。2021/22シーズンはCEV Volleyball Challenge Cupで初のタイトルを獲得したが、リーグの準決勝で再びイモコ・バレー・コネリアーノに敗戦し4位となった。

## 主な成績
セリエA
- 準優勝：2023/24シーズン
- 3位：2017/18シーズン、2018/19、2022/23シーズン

 コッパ・イタリア
- 3位：2016/17シーズン、2018/19シーズン

## 登録選手
2024-25年シーズンの登録選手は次の通り。
| 背番号 | 国籍/名前                      | ポジション           | 身長 | 備考       |
| ------ | ------------------------------ | -------------------- | ---- | ---------- |
| 4      | ブリット・ヘルボッツ           | アウトサイドヒッター | 1.82 | キャプテン |
| 5      | ブレンダ・カスティージョ       | リベロ               | 1.67 |            |
| 6      | Lindsey Ruddins                | アウトサイドヒッター | 1.91 |            |
| 7      | アンナ・コチコワ               | アウトサイドヒッター | 1.86 |            |
| 10     | マーヤ・オグニェノビッチ       | セッター             | 1.83 |            |
| 11     | ベアトリーチェ・パロッキアーレ | リベロ               | 1.67 |            |
| 12     | カラ・バジェマ                 | アウトサイドヒッター | 1.88 |            |
| 13     | Emma Graziani                  | ミドルブロッカー     | 1.90 |            |
| 14     | リンダ・ヌワカロール           | ミドルブロッカー     | 1.86 |            |
| 15     | アナ・ダシウバ                 | ミドルブロッカー     | 1.83 |            |
| 16     | インディ・バイエンス           | ミドルブロッカー     | 1.93 |            |
| 17     | エカテリーナ・アントロポワ     | オポジット           | 2.02 |            |
| 18     | カミーラ・ミンガルディ         | オポジット           | 1.82 |            |
| 23     | ジュリア・ジェンナーリ         | セッター             | 1.84 |            |

## 主な歴代所属選手
| - ヴァレンティーナ・フィオリン - パオラ・カルドゥッロ - キアラ・ディウリオ - ルチーア・クリザンティ - バレンティーナ・アリゲッティ - イラリア・ガルツァロ - ジュリア・ロンドン - ルチア・ボゼッティ - エンリカ・メルロ - フランチェスカ・ビラーニ - マリーナ・ルビアン - リーガン・フッド - ローレン・カーリニ - メーガン・コートニー - ヘイリー・ワシントン | - アグニェシュカ・コンコレフスカ - マグダレナ・スティシャク - ロンネケ・スローティエス - フロールチェ・メイナース - ユーディット・ピーテルセン - ボヤナ・ミレンコビッチ - ヨバナ・ステバノビッチ - ミナ・ポポビッチ - タチアナ・コシェレワ - ヤナ・シチェルバン - エリツァ・バシレバ - エミリヤ・ディミトロバ - イザベル・ハーク - ベタニア・デラクルス - アウレア・クルス | - アデニジア・シルバ - アナ・ベアトリス・コレーア - 姚笛 - 朱婷 - ルイーザ・リップマン - ハナ・オルトマン - キンバリー・ドレフニオク - バハル・トクソイ - セナ・ウーシッチ - マルティナ・サマダン - アネタ・ハブリチコバ - テレサ・バンジュロバ - エリザベタ・サマドワ＝ルバン - モレーノ・ピーノ・ケニー - サマンタ・ブリシオ |